# Герц (военное дело)
Герц (укр. ґерць, рус. гэрць) — у запорожских казаков — форма показательного выступления перед началом сражения, когда группа казаков выходила из строя и приближалась к противнику ближе, чем дальность ружейного выстрела, при этом всячески издеваясь и глумясь над противником.
Весьма рискованное мероприятие, часто с летальным исходом для участников герца.

## Этимология
Само слово герц в украинском языке означает любую шумную мужскую игру, драку или джигитовку. Но в историческом контексте чаще употребляется именно в вышеописанном значении. В русском языке появилось близкое по смыслу словосочетание гарцевать под пулями.

## Описание

Картина А. И. Кандаурова «Казаки вызывают врага на герц».

Мероприятие заключалось в том, что представители наиболее отчаянной и бесшабашной части войска организованно выходили на поле предстоящей битвы, напротив вражеских боевых порядков, при этом в устной и жестикулярной форме оскорбляя и насмехаясь над противником, приводя последнего в негодование и повышая напряжённость и нервозность во вражеских рядах, нередко при этом вызывая на себя ружейно-артиллерийский огонь.
Учитывая специфику казацкого войска, со своеобразной формой военной дисциплины и отсутствием писанных уставов, данная военная традиция была их исключительным и отличительным признаком. Так, например, поляки, татары и другие противники запорожского казачества в акциях подобного рода замечены не были.
Тем не менее, помимо издевательства над противником на герц возлагались также и другие более практические задачи. Потому в походном строю герц выполнял также функции боевого разведдозора в современном понимании, порой встречая авангард противника и на месте давая ему бой.

## Известные герцы
- В 1654 году во время осады Старого Быхова на герце гибнет Иван Золотаренко — наказной гетман Войска Запорожского[2].
- Уманский[3] полковник Иван Ганжа в ходе Пилявецкой битвы 1648 года, предварительно осуществив несколько успешных герцев, погиб на герце.

## В литературе
- Николай Костомаров «Исторические монографии и исследования»[4]:

Благословляю тебе на герцѣ погуляти
- Михаил Старицкий «Богдан Хмельницкий»[5]:

Подымай саблю, выходи на герц!
- Иван Багряный «Огненный круг» (укр.)[6]

«Вороженьки» такие были милые и безобидные, а войны́, собственно, никакой и не было, был только «герц», такой парадец, гулянка. «Козаченьки» шли на «герц погуляти» с «вороженьками».

## В кинематографе
Герц часто встречается в кинофильмах о казацком периоде истории Украины, как украинского производства, так и зарубежных.
- «Огнём и мечом»
- «Пан Володыёвский»
- «Танцующий с волками»: безнадёжный герц Джона Данбара перед войсками конфедератов поднял дух армии Союза и обеспечил победу последних в бою.

Описывая фильм «Тарас Бульба» как российскую идеологическую пропаганду, интернет-издание ProUA противопоставляет ему фильм украинского кинематографа «Богдан Зиновий Хмельницкий», применив в заголовке следующий парафраз: «Против Бульбы на герц послали Хмельницкого». Не следует при этом забывать, что Тарас Бульба — литературный герой, а Богдан Хмельницкий — историческая фигура.